# هیوستون (ایندیانا)
هیوستون (به انگلیسی: Houston) یک منطقهٔ مسکونی در ایالات متحده آمریکا است که در شهرستان جکسون، ایندیانا واقع شده‌است. هیوستون ۱۸۱٫۰۵ متر بالاتر از سطح دریا واقع شده‌است.